# Живео живот Тола Манојловић (ТВ филм)
„Живео живот Тола Манојловић” је југословенски ТВ филм из 1973. године. Режирао га је Петар Теслић а сценарио су написали Мома Димић и Петар Теслић.

## Улоге
| Глумац     | Улога           |
| ---------- | --------------- |
| Петар Краљ | Тола Манојловић |